# Pimsleur-Methode
Die Pimsleur-Methode (englisch Pimsleur language learning system) ist eine Methode des Spracherwerbs, die der französisch-amerikanische Linguist Paul Pimsleur (1928–1972) in den 1960er Jahren in den Vereinigten Staaten entwickelt hat. Anders als im herkömmlichen Sprachunterricht, in welchem die gesprochene Sprache gemeinsam mit der geschriebenen Sprache gelehrt wird, wird bei der Pimsleur-Methode auf eine Beschäftigung mit der Schriftsprache konsequent verzichtet, um einen „organischen“ Spracherwerb zu ermöglichen, der den Prinzipien des Mutterspracherwerbs folgt. Vorrangiges Ziel der Methode ist eine Entwicklung der Hör- und Sprechkompetenz; Grammatik und Syntax werden nur implizit vermittelt.

## Form und Verbreitung
Die Pimsleur-Methode ist ein audiobasiertes Lernsystem, das in den USA in Form von Compact Discs gegenwärtig vom Verlag Simon & Schuster vertrieben wird. Jedes Programm besteht aus einer Anzahl von 30-minütigen Lektionen, in deren Verlauf der Lernende Gehörtes nachspricht, Wörter und Sätze aus dem Gedächtnis wiederholt oder eigene Sätze bildet.
Die Methode ist vorwiegend in den USA verbreitet und wird vor allem für die dort am häufigsten studierten Sprachen – Spanisch, Französisch, Italienisch, Deutsch –, bevorzugt, aber auch für außereuropäische Sprachen wie Hochchinesisch, Japanisch und Neuhebräisch verwendet. Einige Programme (Spanisch, Französisch, Hochchinesisch, Englisch als Zweitsprache) liegen auch als (Video-)Version für Kinder im Vorschulalter vor.

## Kritik
Obwohl die Methode die Lernenden schnell in die Lage versetzt, erste Worte zu sprechen, haben Kritiker ihr immer wieder entgegengehalten, dass die umfassende Aneignung einer Sprache ohne explizite Darstellung der Grammatik nicht möglich sei. Pimsleur-Schüler erlernen grammatische Strukturen zwar implizit, indem sie wiederkehrende Muster selbst wiedererkennen; verglichen mit einem Unterricht, bei dem Grammatik explizit gelehrt wird, bleibe ihre grammatische Kompetenz jedoch zurück. Ebenso wenig unterstützen die Programme den Erwerb eines umfangreichen Wortschatzes.
Kritisiert wurde auch der Verzicht auf die Vermittlung der Schriftsprache. Die Lernenden werden insbesondere bei Sprachen mit fremder Schrift (wie Russisch oder Hochchinesisch) kaum in die Lage versetzt, unabhängig von Pimsleur Wörter selbstständig nachzuschlagen oder ein Grammatikhandbuch zu Rate zu ziehen. Langfristig lernverschleppend wirke sich bei manchen Sprachen (z. B. dem Hochchinesischen) auch das Nichtbeachten der Etymologie aus.